# Valérie Orsoni
Pour les articles homonymes, voir Orsoni.
Valérie Orsoni est une autrice, entrepreneur et experte en biohacking et longévité.
Née en France et installée à San Francisco, elle a fondé la société de coaching à distance LeBootCamp.com en 2002 puis LeBootCamp.FIT en 2024. En 2025, elle lance biohacker.fr et ValBiohacker.com, deux plateformes spécialisées dans le biohacking et la longévité.
Depuis 2024, elle donne des conférences sur ces sujets à travers le monde. 

## Biographie
D'origine corse, Valérie Orsoni a étudié à l'université de Hartford, dont elle sort diplômée en 1991 et travaillé dans la banque de Neuflize avant d'entamer un parcours d'entrepreneur spécialisée dans le bien-être.
Elle reçoit un prix de la Femme d'affaires de l'Année du magazine américain Enterprising Women en 2007. Elle est également finaliste du Prix Trofémina en 2009. En 2010, LeBootCamp atteint la 8e place dans le classement annuel des Best Companies to Work For publié par Outside Magazine (USA).
Fin 2021, elle escalade le mont Vinson le sommet le plus haut de l’ Antarctique.

## Entreprises & Activités
En 2003, Valérie Orsoni crée MyPrivateCoach.com, entreprise de coaching à distance en développement personnel,, puis LeBootCamp, centré sur le coaching minceur, un suivi en ligne et un modèle économique reposant sur un abonnement mensuel.
La stratégie de communication s'appuie sur le personal branding, Valérie Orsoni se présentant comme ex-grosse retrouvant sa pleine forme, sur le suivi de clients prestigieux, dont Sharon Stone ou Cameron Diaz, sur une image en ligne très présente (presse, YouTube...) et sur la publication de livres décrivant sa méthode. Elle contrôle son e-réputation en utilisant les services d'une société privée.
En 2014, LeBootCamp annonce 1.2 million de clients depuis la création de ses services, contre 600 000 en 2009. Pour la France, l'entreprise revendique 350 000 adhérentes en 2012.